# تاي كونتي
تاي كونتي (ولدت في 9 يونيو 1995) هي مصارعة برازيلية محترفة، تعمل حالياً في آول إليت ريسلينغ،تحمل كونتي الحزام الأسود في الجودو والحزام البنفسجي في الجيو جيتسو برازيلية.

## وصلات خارجية
- تاي كونتي على موقع JudoInside.com (الإنجليزية)
- تاي كونتي على موقع دبليو دبليو إي (الإنجليزية)
- تاي كونتي على موقع WrestlingData.com (الإنجليزية)
- تاي كونتي على موقع CageMatch worker (الإنجليزية)
- تاي كونتي على موقع قاعدة بيانات المصارعة على الإنترنت (الإنجليزية)
- تاي كونتي على موقع عالم المصارعة على الإنترنت (الإنجليزية)
- تاي كونتي على موقع عالم المصارعة على الإنترنت (الإنجليزية)